# Fortunata Segatori

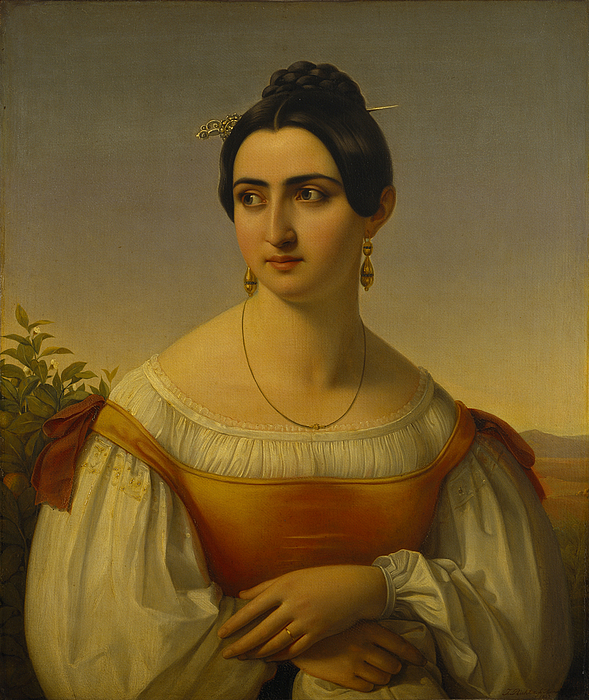
Johann Heinrich Richter, Fortunata Segatori aus Subiacio

Fortunata Segatori, auch Segadori, (um 1810 in Subiacio, Kirchenstaat – nach 1876) war ein italienisches Malermodell.

## Leben
Insbesondere in den 1830er Jahren inspirierte Fortunata Segatori eine Vielzahl von bekannten Malern als Modell. Am 21. Juni 1836 heiratete sie den englischen Maler Charles Coleman (1807–1874). Der gemeinsame Sohn Enrico Coleman (1846–1911) wurde ebenfalls Kunstmaler.
Ihre Nichte Agostina Segatori (1841–1910) wurde von ihr in jungen Jahren in die Welt der Malermodelle eingeführt. Agostina wurde später eine Muse von Malern wie Corot, Manet, Renoir und Vincent van Gogh.

## Zusammenarbeit mit deutschen Malern
Eine besondere Bedeutung hatte Fortunata Segatori für die Gemeinde der Deutschrömer; unter ihnen inspirierte sie eine Vielzahl bekannter Maler; in ihren Bildnissen von Fortunata personifizierten sie die deutsche Italiensehnsucht in der Tradition von Johann Wolfgang Goethe.

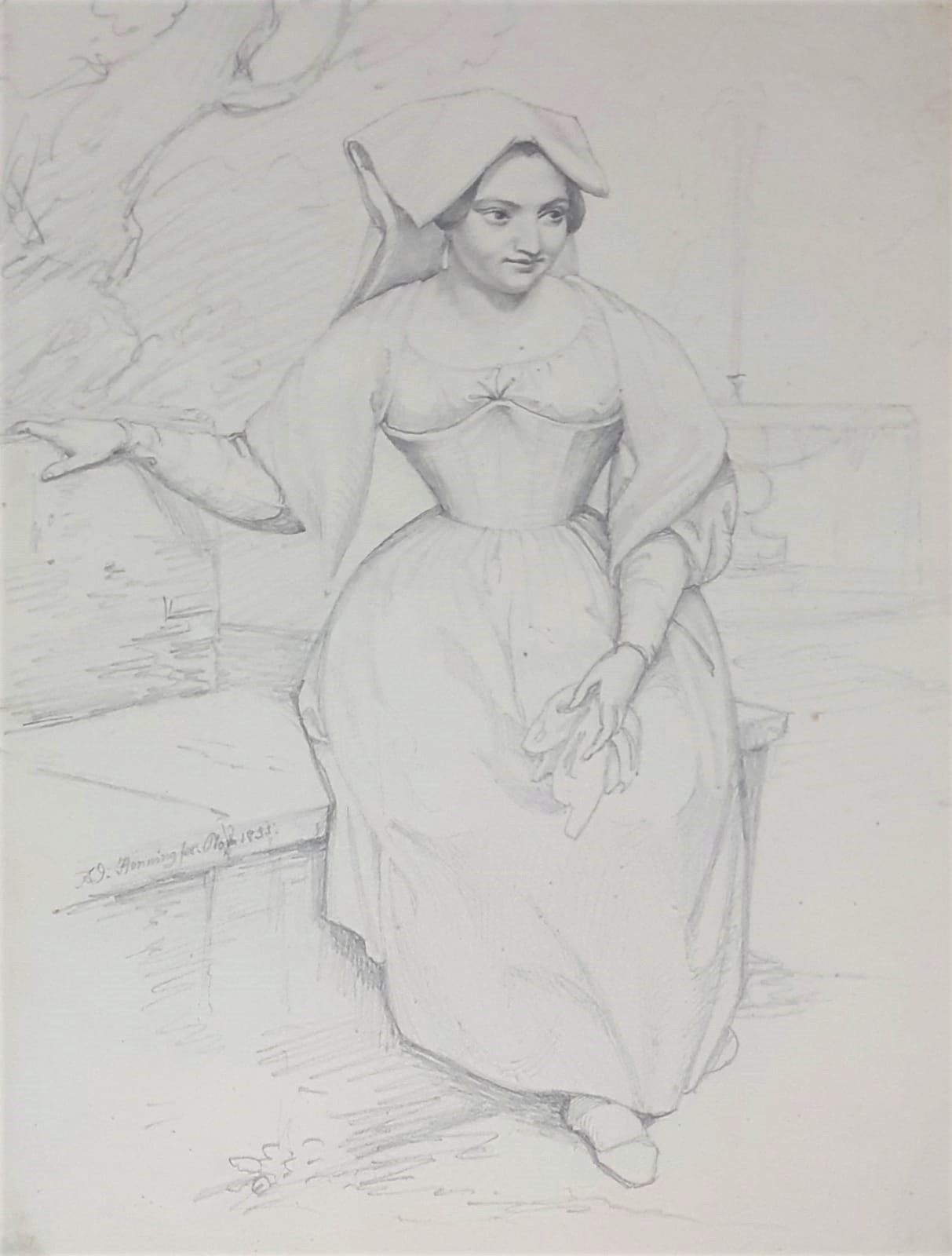
Adolf Henning, Bildnis einer Römerin (Fortunata Segatori)

Johann Heinrich Richter (1803–1845), einer der führenden Porträtmaler seiner Zeit, der seine Ausbildung in Paris bei Anne-Louis Girodet-Trioson (1767–1824) sowie bei François Gérard (1770–1837) erhielt und unter anderem von Alexander von Humboldt protegiert wurde, arbeitete mehrmals während seines Italienaufenthalts in den Jahren 1832 bis 1834 mit Fortunata Segatori zusammen. Dabei entstanden zwei Gemälde, die zu Ikonen wurden.
Adolf Henning (1809–1900) erreichte im Herbst 1833 zusammen mit Heinrich Mücke (1806–1891) Rom, um dort ein Jahr vor Ort tätig zu sein. Henning muss sofort mit Segatori in Kontakt gekommen sein, denn noch im Jahr 1833 entstand eine Zeichnung; zeitgleich begann er an seinem Ölgemälde,.welches sich heute in Dänemark befindet.
Der Coburger Friedrich Müller (1795/1796–1834), eigentlich ein Porzellanmaler, schuf während seines Italienaufenthalts ein Porträt der Fortunata Segatori, von dem später offenbar zwei Kopien erstellt wurden, wobei die eine zunächst Wilhelm von Schadow als Originalwerk zugesprochen wurde; bei der anderen Kopie ging man – den echten Müller nicht kennend – anfangs davon aus, das Bild zeige Karoline Bauer (1807–1877), die Geliebte des Prinzen Leopold von Sachsen-Coburg und Gotha und späteren Leopold I, König von Belgien (1790–1865).

## Liste der Porträts von Fortunata Segatori (Auswahl)
- Friedrich Müller, Porträt der Fortunata Segatori,[6] Öl auf Leinwand 1832, Kunstsammlungen der Veste Coburg.
- Adolf Henning, Bildnis einer Römerin (Fortunata Segatori), Bleistift auf Papier, signiert und datiert  „C. A. Henning Rom 1833“, Privatsammlung Deutschland.
- Adolf Henning: Fortunata Segatori als Dichterin,[7] Öl auf Leinwand 1833/1835, Thorvaldsen Museum Kopenhagen.
- Johann Heinrich Richter, Porträt der Fortunata Segatori aus Subacio, Öl auf Leinwand 1833, Thorvaldsen Museum Kopenhagen.
- Johann Heinrich Richter, Porträt der Fortunata Segatori, eines italienischen Modells aus Subacio,[8] Öl auf Leinwand 1834, Privatbesitz.

## Trivia

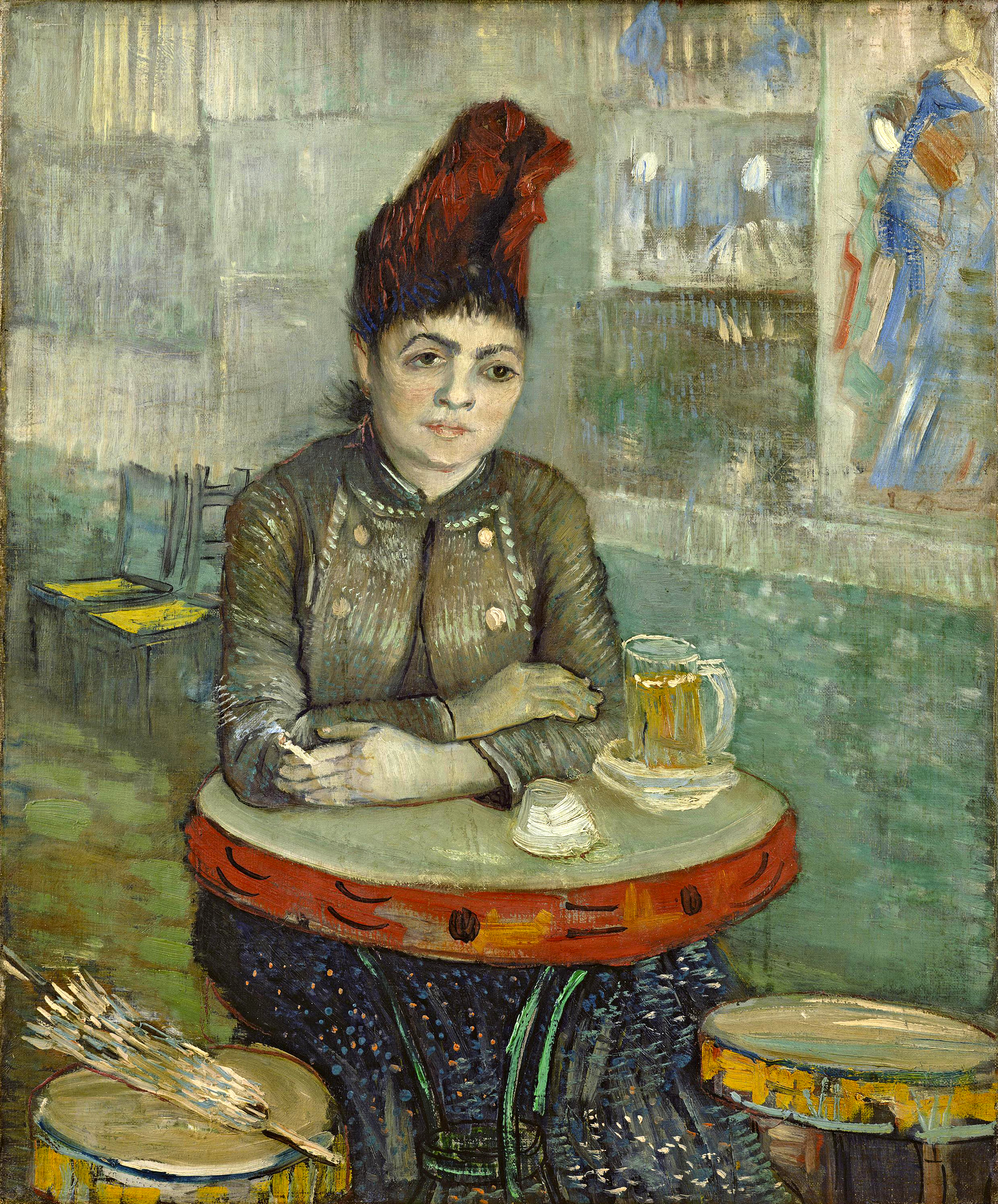
Vincent van Gogh, Agostina Segatori in Le Tambourin

Eine Reihe von Indizien weisen auf die Linkshändigkeit der Fortunata Segatori hin. So hält sie in Müllers Bild und in der Zeichnung von Henning das Accessoire mit der Linken. In den Bildern von Richter ist dies nicht der Fall, aber hier scheint trotzdem der linke der verschränkten Arme der dominante zu sein. Auch die Anbringung der in den Bildern von Richter und Müller zu sehenden Haarnadel deutet auf Linkshändigkeit. – Auch die Nichte Agostina Segatori war, soweit den Gemälden, die sie zeigen, zu entnehmen, linkshändig. – Bei vielen deutschen Genregemälden mit italienischem Couleur aus der ersten Hälfte des 19. Jahrhunderts wird immer wieder spekuliert, ob Fortunata Segatori eine der Dargestellten sein könnte; hier könnte die Händigkeit ggf. zu einem Indiz oder einem Ausschlusskriterium werden.